# Pusztai kucsmagomba
A pusztai kucsmagomba (Morchella steppicola) a kucsmagombafélék családjába tartozó, Eurázsiában honos, sztyeppéken, pusztákon élő, ehető gombafaj. 

## Megjelenése
A pusztai kucsmagomba termőteste max. 15 cm magas. Süvege 2-5,5 széles, tojásdad vagy szabálytalanul gömbölyű, néha oldalról vagy felülről kissé lapított vagy némileg nyeregszerű. Felületét piszkosbarna (szárazon sárgás) szabálytalan, sűrű tekervények borítják. Belsejében egy (esetenként két) üreg található. 
Húsa vastag, fehéres vagy szürkés színű. Szaga és íze kellemes.
Tönkje 4–9 cm magas és 4–6 cm vastag. Alakja általában rövid és vaskos. Felszíne durván bordázott, árkolt, gödrös. Felszínét sűrűn beborítják a daraszerű, a tetején lisztszerű szemcsék; ezek idősen sokkal sötétebbek mint maga a felszín. A tönkben lefelé több üreg keletkezhet, ami a többi kucsmagombára nem jellemző.
Az aszkuszok (tömlők) nyolcspórásak, hengeresek, 200 µm hosszúak és 17-21 µm vastagok. A spórák elliptikusak, világossárga-barnásak, méretük 17-20,7 (23) x 9,5-14 (15-16) µm.

## Elterjedése és termőhelye
Kelet-Európa és Közép-Ázsia sztyeppéin honos. Elterjedésének nyugati határa Magyarországon van. Nálunk ritka. 
Az Alföld cserjés vagy szinte fátlan pusztáin él, de előfordul a dunántúli dombvidék alacsony gyepjeiben is. A löszös, agyagos talajt részesíti előnyben. Tavasszal terem.
Ehető, de alaposan meg kell főzni vagy sütni, a főzővizet pedig ki kell önteni. Gyullasdáscsökkentő és antioxidáns hatása ismert.

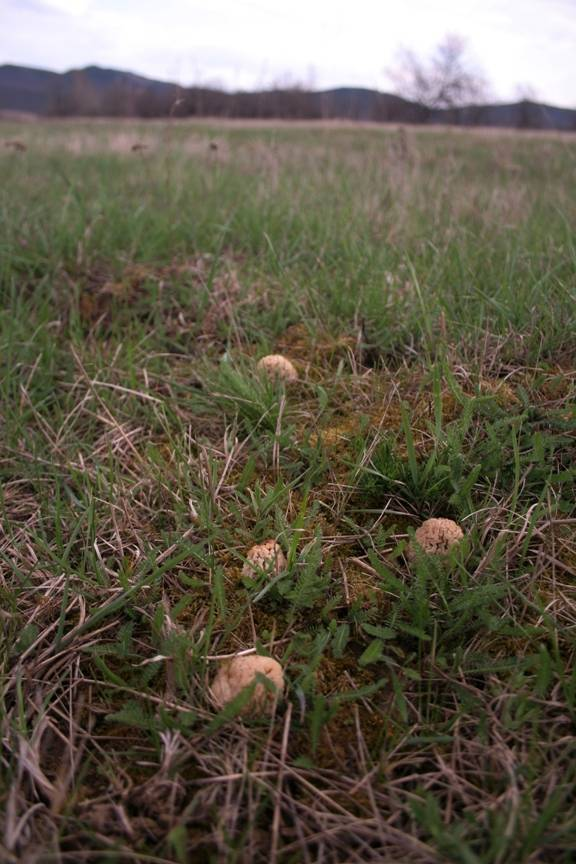
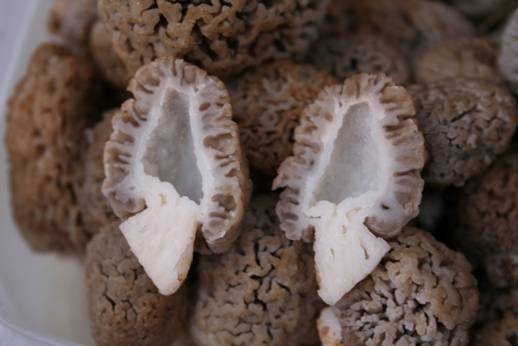
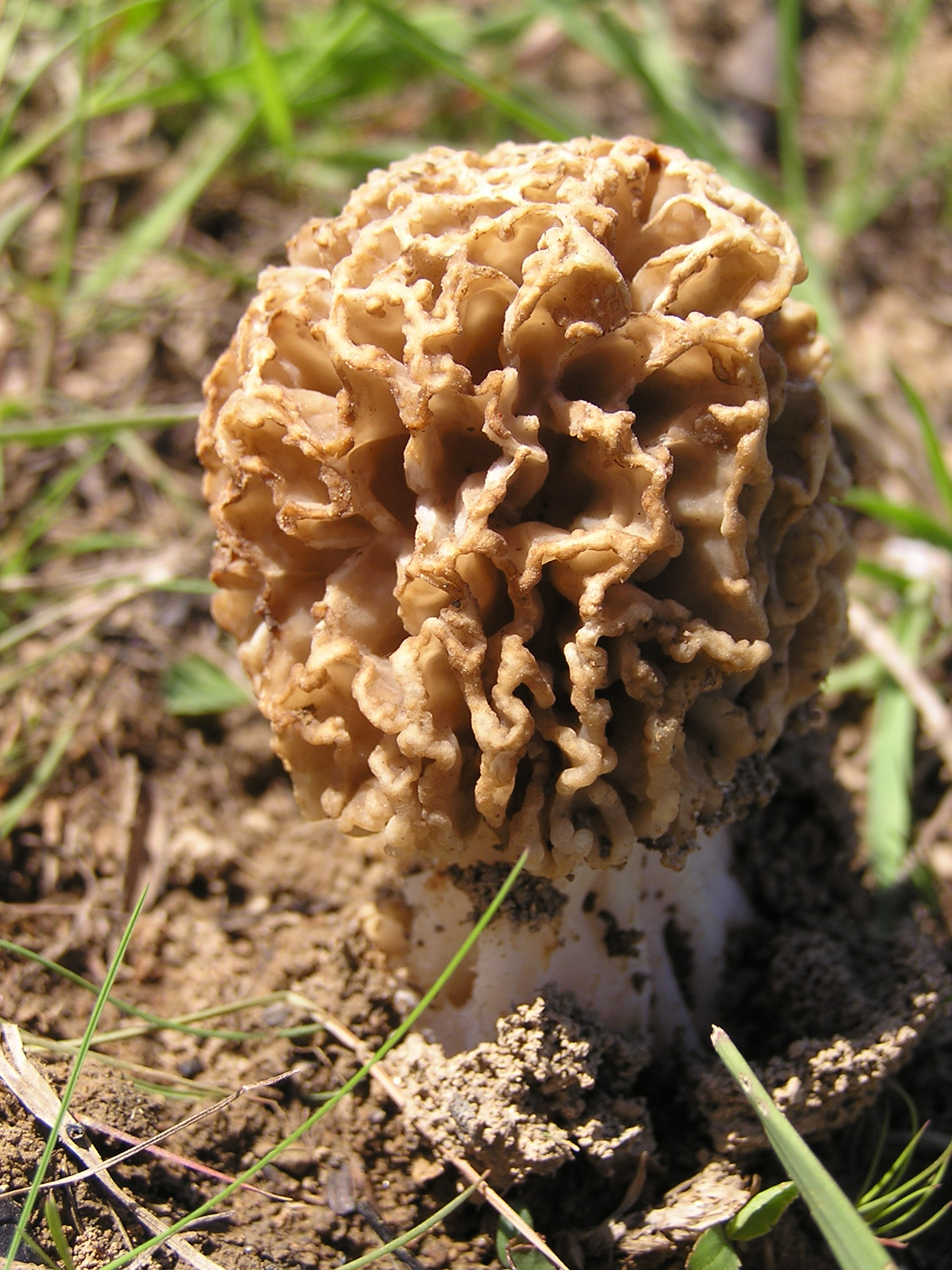
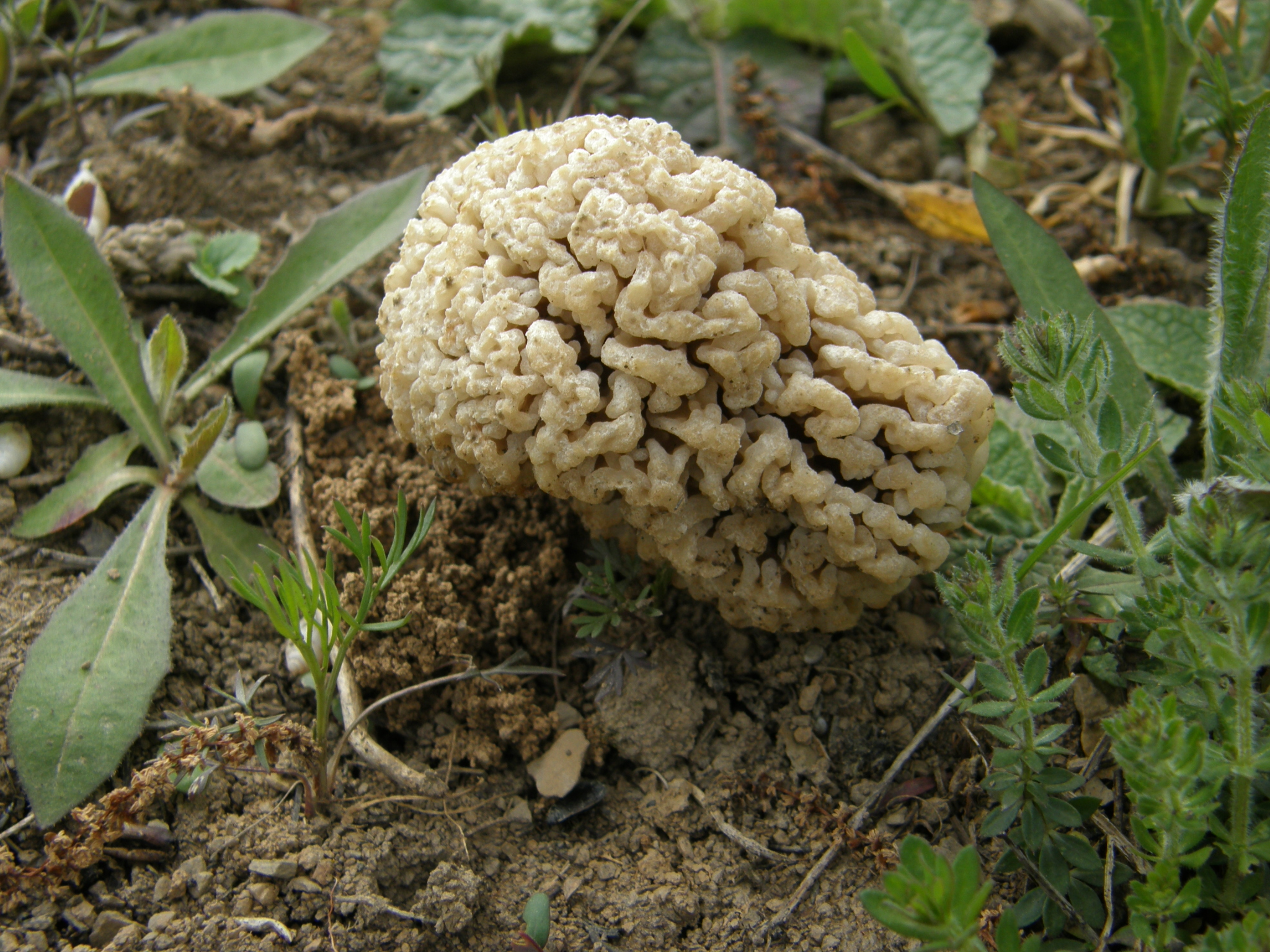
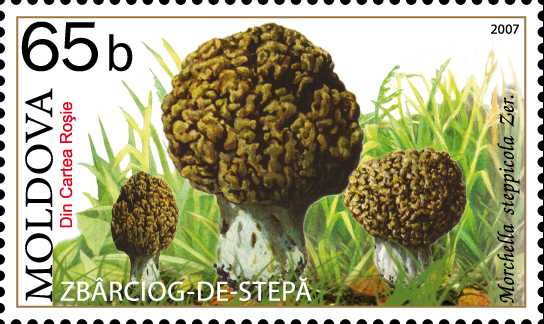